# Forstas
Forstas A/S er en dansk entreprenør- og anlægsgartnervirksomhed med hovedkvarter i Fredericia og fem afdelinger i Danmark. Virksomheden blev etableret i 2006 og ejes af Thomas Munch Sørensen. Forstas havde i 2023 ca. 300 ansatte og omsatte for 340 mio. kroner.